# Nelson Dias
Pour les articles homonymes, voir Dias.
Mardochée Nelson Dias, né à Bordeaux le 18 mai 1869 et mort à Paris 14e le 30 janvier 1929, est un peintre français.
Il est né à Bordeaux dans une famille de peintres bordelais d’ascendance portugaise.
Son frère Moïse fut peintre et décorateur dans cette même ville où il décora de nombreux édifices.
Il fut l'élève de Gustave Moreau et de H. Levy.
Il fut sociétaire du salon des Artistes Français.
Il illustra de ses dessins un ouvrage consacré aux Monuments de Paris édité par Delagrave en 1904.

## Prix
- Prix Marie-Bashkirtseff en 1920 (quatre prix sont décernés au sortir de la Première Guerre mondiale, attribué également à Marthe Jouanne-Hugonet, Olga Slom, et Charles-Louis-Eugène Signoret[3]).

## Sources
- Dictionnaire Bénézit des Peintres Sculpteurs Dessinateurs et Graveurs, Éditions Gründ, 1999
- Les monuments de Paris, Souvenirs de Vingt siècles, Hippolyte Bazin, Préface d'André Theuriet